# 크리스 아이작
크리스 아이작(Chris Isaak, 1956년 6월 26일 ~ )는 미국의 가수이자 배우이다.